# Generali Ladies Linz 2001
Il Generali Ladies Linz 2001 è stato un torneo di tennis giocato sul cemento indoor. È stata la 15ª edizione del Generali Ladies Linz, che fa parte della categoria Tier II nell'ambito del WTA Tour 2001. Si è giocato a Linz, in Austria, dal 22 al 28 ottobre 2001.

## Campionesse

### Singolare
Lindsay Davenport ha battuto in finale  Jelena Dokić con il punteggio di 6–4, 6–1

### Doppio
Jelena Dokić /  Nadia Petrova hanno battuto in finale  Els Callens /  Chanda Rubin con il punteggio di 6–1, 6–4